# 洛特河畔圣利夫拉德
洛特河畔圣利夫拉德（法語：Sainte-Livrade-sur-Lot，法語發音：[sɛ̃t livʁad syʁ lɔt]）是法国洛特-加龙省的一个市镇，位于该省东部，洛特河左岸，属于洛特河畔新城区。

## 地理
洛特河畔圣利夫拉德（44°23'53"N, 0°35'22"E）面积30.94 平方千米，位于法国新阿基坦大区洛特-加龍省，该省份为法国西南部内陆省份，北起多爾多涅省，西接吉倫特省和朗德省，南至热尔省，东临塔恩-加龙省和洛特省。
与洛特河畔圣利夫拉德接壤的市镇（或旧市镇、城区）包括：卡斯讷伊、阿莱和卡兹讷沃、比亚斯、多尔迈拉克、皮内勒-欧特里沃、圣艾蒂安德富热尔、洛特河畔勒唐普勒。
洛特河畔圣利夫拉德的时区为UTC+01:00、UTC+02:00（夏令时）。

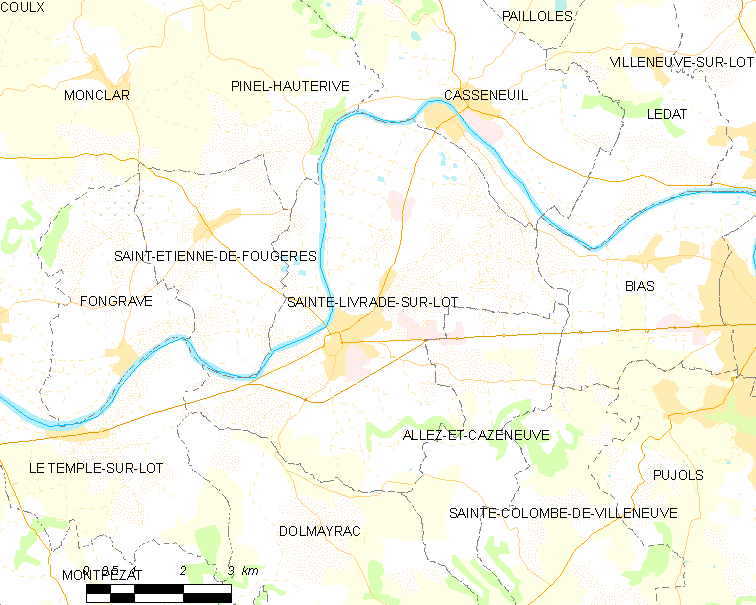
洛特河畔圣利夫拉德的OSM定位图

## 行政
洛特河畔圣利夫拉德的邮政编码为47110，INSEE市镇编码为47252。

## 政治
洛特河畔圣利夫拉德所属的省级选区为勒利夫拉代县。

## 交通
洛特-加龙省省道D113线、D217线、D446线、D667线、D911线和D911L线经过境内。

## 人口

1962-2008年间洛特河畔圣利夫拉德人口变化图示

洛特河畔圣利夫拉德于2022年1月1日时的人口数量为6518人。